# Апокалипса из Стоунхенџа
„Апокалипса из Стоунхенџа“ (енгл. Stonehenge Apocalypse) је научнофантастични филм који је режирао Paul Ziller. Када је премијерно изведен, у јуну 2010. године, филм је привукао 2,1 милиона гледалаца што је телевизији Sci-Fi Channel обезбедило треће место на кабловској мрежи по гледаности програма за одрасле суботом у летњем термину.

## Радња
Приликом истраживања Стоунхенџа, научници случајно пуштају у погон машину напредне технологије, која повезује тековине свих древних цивилизација, али и прети да потпуно збрише људски род. Научници се труде да искључе машинерију, али их у томе омета група фанатика која настале догађаје повезује са наводима из библије.

## Критике
Према аутору сајта „The Science Fiction, Horror and Fantasy Film Review“ главни проблем овог филма је што представља покушај да имитира филм 2012, али са ниским буџетом. Замерке филму су лоши специјални ефекти када се пирамиде широм света претварају у вулкане, а и први део филма који приказује научнике како се боре да спасу свет испред компјутерских екрана је окарактерисан као досадан. Затим, у филму има превише клишеа; дискредитовани научник који је проглашен лудим у научној јавности постаје јунак који види оно што сви други научници не могу, а генерал упркос сваком здравом разуму примењује драстичне мере, јер је то оно што војници раде. Према мишљењу аутора, филм захтева од гледалаца да забораве све оно што знају из области науке, а објашњење је нејасно и у виду спекулација. Са овим се слаже и аутор сајта „Film Critics United“, према чијем мишљењу је ово филм који има бројнија „лажна тумачења науке“ него и један филм до тада. Према аутору сајта „DVDizzy.com“ филм је подбацио на три нивоа; сценарију, режији и глуми. Кривац за то је Paul Ziller који већ двадесет година прави лоше филмове. Сценарио се састоји из бесмислених дијалога крцатог шифрама и вишесложним терминима. Уз то, глумци су дали „бледуњави печат“ својим ликовима. Један од закључака је да је филм „шокантно аматерски“ урађен.
Међутим, нису све критике лоше. Аутор сајта „Brilliant Observations“ иако признаје да дијалози у филму нису писани (нити одглумљени) озбиљно, ипак сматра да је филм забаван „на више нивоа“, а проналази и логику у томе да управо научник индивидуалац буде бољи од колега које плаћа влада. Наиме, према његовом мишљењу, научници који су добри неће радити за владу, већ за приватне корпорације јер оне боље плаћају. Ипак, они који су најбољи, неће се „продати“. Закључак мишљења аутора сајта је да би идеја филма у неком „правом филму“ и са „правим режисером“ требало да „има шансу“. И аутор сајта „HK and Cult Film News“ сматра да је ово релативно добар филм (посебно у поређењу са другим филмовима Sci-Fi Channel-а), али да је ограничен лошом продукцијом.